# لین بی‌فانگ
لین بی‌فانگ (انگلیسی: Lin Beifong) یک شخصیت داستانی در مجموعهٔ پویانمایی تلویزیونی افسانه کورا نیکلودئون است که از سال ۲۰۱۲ تا ۲۰۱۴ پخش شد. این شخصیت و سریال، دنباله‌ای برای آواتار: آخرین بادافزار، توسط مایکل دانته دی‌مارتینو و برایان کونیتزکو خلق شدند. صداپیشگی او را میندی استرلینگ در این سریال انجام داده است. مادر لین، تاف بی‌فانگ، به آواتار پیشین، آنگ، در تلاش‌هایش برای نجات پادشاهی خاک از نابودی کمک زیادی کرد. لین بزرگترین دختر از بین دو دختر تاف است.